# 横山町 (安城市)
横山町（よこやまちょう）は、愛知県安城市の地名。

## 地理
安城市中央部に位置する。東は桜町・小堤町・安城町、北は池浦町に接する。

### 学区
市立小・中学校に通う場合、学校等は以下の通りとなる。また、公立高等学校に通う場合の学区は以下の通りとなる。
| 番・番地等 | 小学校                 | 中学校               | 高等学校 |
| --- | ---------------------- | -------------------- | -------- |
| 大山田中（県道岡崎刈谷線以北）・狐穴・毛賀知（県道岡崎刈谷線以北）・下毛賀知（県道岡崎刈谷線以北）・管池・寺下（県道岡崎刈谷線以北）・寺田・浜畔上                                                 | 安城市立桜町小学校     | 安城市立安城南中学校 | 三河学区 |
| 赤子・石ナ曽根・大山田下・大山田中（県道岡崎刈谷線以南）・毛賀知（県道岡崎刈谷線以南）・下毛賀知（県道岡崎刈谷線以南）・下管池（雇用促進団地を除く）・寺下（県道岡崎刈谷線以南）・八左・山田・横山 | 安城市立三河安城小学校 | 安城市立安城南中学校 | 三河学区 |
| 下管池（雇用促進団地） | 安城市立三河安城小学校 | 安城市立安城西中学校 | 三河学区 |

## 歴史

### 人口の変遷
国勢調査による人口および世帯数の推移。
| 1995年（平成7年）  | 2154世帯 6431人 |  |
| 2000年（平成12年） | 2340世帯 6971人 |  |
| 2005年（平成17年） | 2771世帯 7723人 |  |
| 2010年（平成22年） | 2910世帯 7881人 |  |
| 2015年（平成27年） | 3096世帯 7982人 |  |
| 2020年（令和2年）  | 3482世帯 8431人 |  |

### 沿革
- 1986年（昭和61年） - 安城市安城町の一部により、同市横山町が成立[2]。

## 交通
- 愛知県道岡崎刈谷線[1]
- 愛知県道岡崎半田線[1]
- 愛知県道小垣江安城線[1]
- 東海道新幹線[1]

## 施設
- 安城警察署[1]
- 安城保健所[1]
- てらべ幼稚園[1]
- 安城簡易裁判所
- 安城恵みキリスト教会

- 安城警察署
- 安城簡易裁判所
- 安城恵みキリスト教会

### WEB
1. ↑  “愛知県安城市の町丁・字一覧”.   人口統計ラボ. 2023年8月26日閲覧。
2. 1 2  総務省統計局 (2022年2月10日). “令和2年国勢調査の調査結果(e-Stat) - 男女別人口，外国人人口及び世帯数－町丁・字等” (CSV). 2023年8月2日閲覧。
3. ↑  “愛知県安城市の郵便番号一覧”.   日本郵便. 2023年8月26日閲覧。
4. ↑  “市外局番の一覧” (PDF).   総務省 (2022年3月1日). 2022年3月22日閲覧。
5. ↑  安城市役所教育振興部学校教育課学事係 (2022年4月7日). “小中学校区一覧（町別50音順）”.   安城市. 2023年9月24日閲覧。
6. ↑  “平成29年度以降の愛知県公立高等学校（全日制課程）入学者選抜における通学区域並びに群及びグループ分け案について”.   愛知県教育委員会 (2015年2月16日). 2019年1月14日閲覧。
7. ↑  総務省統計局 (2014年3月28日). “平成7年国勢調査の調査結果(e-Stat) - 男女別人口及び世帯数 －町丁・字等” (CSV). 2021年7月20日閲覧。
8. ↑  総務省統計局 (2014年5月30日). “平成12年国勢調査の調査結果(e-Stat) - 男女別人口及び世帯数 －町丁・字等” (CSV). 2021年7月20日閲覧。
9. ↑  総務省統計局 (2014年6月27日). “平成17年国勢調査の調査結果(e-Stat) - 男女別人口及び世帯数 －町丁・字等” (CSV). 2021年7月21日閲覧。
10. ↑  総務省統計局 (2012年1月20日). “平成22年国勢調査の調査結果(e-Stat) - 男女別人口及び世帯数 －町丁・字等” (CSV). 2021年7月21日閲覧。
11. ↑  総務省統計局 (2017年1月27日). “平成27年国勢調査の調査結果(e-Stat) - 男女別人口及び世帯数 －町丁・字等” (CSV). 2021年7月21日閲覧。

### 書籍
1. 1 2 3 4 5 6 7 8 9  「角川日本地名大辞典」編纂委員会 1989, p. 1568.
2. ↑  「角川日本地名大辞典」編纂委員会 1989, p. 1393.